# 川口市立南中学校
川口市立南中学校（かわぐちしりつ みなみちゅうがっこう）は、埼玉県川口市舟戸にある公立中学校。通称「南中（なんちゅう）」。

## 沿革
- 1947年4月1日 新学制により川口市商工業地域を学区として、川口市立南中学校が創立され、初代校長に市川三代蔵が就任。
- 1949年3月 学区内生徒数増加のため、元郷中学校が新設され、700名の生徒が分離する。
- 1949年6月3日 校歌「光の少年」および、校章に「ひまわり」を制定、開校記念日とする。南中学校PTA結成、高木起作就任。
- 1952年3月5日 第5期生作制になる校旗を制定。
- 1966年9月13日 中学校完全給食実施。
- 1971年4月1日 住居表示の実施にともない川口市舟戸町2番3号となる。
- 1989年 体育館ステージ緞張プール防水工事。東校舎階段室掲示板設置。
- 1996年11月2日 創立50周年記念式典・祝賀会挙行。
- 1999年2月20日 新体育館棟完成（屋上プール、武道室、音楽室、部室）。
- 2001年9月1日 新校舎落成移転。
- 2001年10月20日 一園二校新校舎落成記念式典。
- 2001年12月2日 中学校関東中学校駅伝競走大会（中学校女子の部）5位。
- 2004年5月25日 南校舎に「川口市立南中学校」看板設置。
- 2005年3月25日 北側グランド（サンフラワーグランド）完成。
- 2005年5月10日 フィンランド ヘルシンキ市長 舟戸学園 来訪。
- 2005年8月9日 水泳関東大会出場。
- 2006年8月 陸上全国大会出場。
- 2007年3月 開校60周年記念誌発行。
- 2007年12月8日 全国体力作りコンテスト全国3位。
- 2008年11月27日 全国体力作りコンテスト全国1位。
- 2009年8月 新体操全国大会出場。
- 2010年8月 陸上全国大会出場。
- 2010年11月27日 全国体力作りコンテスト全国1位。

## 教育目標
- 心を磨く …豊かな心をもつ生徒
- 身体を磨く…たくましい生徒
- 智性を磨く…自ら学ぶ生徒

## 部活動

### 運動部
- 野球部（男）
- サッカー部
- バレーボール部（男・女）
- バスケットボール部（男・女）
- テニス部（男・女）
- 卓球部（男・女）
- 水泳部
- 陸上部
- ソフトボール部（女）
- 剣道部

### 文化部
- 美術部
- 書道部
- 家庭科部
- 吹奏楽部
- 囲碁将棋部